# Yanxi (köping i Kina, Hunan, lat 28,13, long 110,90)
Yanxi (kinesiska: 烟溪, 烟溪镇) är en köping i Kina. Den ligger i provinsen Hunan, i den södra delen av landet, omkring 200 kilometer väster om provinshuvudstaden Changsha. Antalet invånare är 20291. Befolkningen består av 10 090 kvinnor och 10 201 män. Barn under 15 år utgör 14,0 %, vuxna 15-64 år 73 %, och äldre över 65 år 11,0 %.
Genomsnittlig årsnederbörd är 1 936 millimeter. Den regnigaste månaden är maj, med i genomsnitt 360 mm nederbörd, och den torraste är december, med 48 mm nederbörd.